# Carlton Barrett
Carlton Lloyd „Carlie“ Barrett (* 17. Dezember 1950 in Kingston; † 17. April 1987 ebenda) war einer der einflussreichsten Schlagzeuger des Reggae, insbesondere des Early und des Roots-Reggae. Zusammen mit seinem älteren Bruder, dem Bassisten Aston Barrett, spielte er nacheinander bei den Bands The Hippy Boys, Lee Perrys Studioband The Upsetters und Bob Marleys Band The Wailers.

## Werdegang
Barrett wurde als Sohn von Wilfred and Violet Barrett in Jamaika geboren. Inspiriert vom Schlagzeugspiel von Lloyd Knibb (The Skatalites) baute sich Barrett sein erstes Schlagzeugset aus alten Farbtöpfen. Er übte gemeinsam mit seinem Bruder Aston Barrett, der zu dieser Zeit einen ebenfalls selbst gebauten einsaitigen Bass hatte. Bis zu Carltons Tod sollten die Brüder als Rhythmusgruppe zusammenbleiben. Bei ihrer ersten Band The Hippy Boys sang Max Romeo. Ihre erste Plattenaufnahme war Watch This Sound (1968) von den Uniques. Die Instrumentalisten der Hippy Boys bildeten dann Lee Perrys Studio-Band The Upsetters. Als solche hatten sie mit Return of Django 1969 einen Hit in England (Platz 5 der britischen Charts). In den Jahren 1970 und 1971 begleiteten die Upsetters Bob Marley bei den Sessions für Lee Perry. Die Zusammenarbeit war so fruchtbar, dass Marley die Barrett-Brothers (und weitere Musiker der Upsetters) in seine eigene Band The Wailers übernahm.
Im Jahr 1973 nahmen die Wailers Catch a Fire auf, das Album markierte den Anfang des Roots Reggae. Dieser neue Sound war überaus erfolgreich, in den folgenden Jahren stieg Marley zum Superstar auf. Auf einigen Marley-Songs wird Carlton Barrett als Co-Autor genannt, so auf Talkin’ Blues und Them Belly Full. Den Titel Who the Cap Fit (a.k.a. Man to Man) schrieb er zusammen mit seinem Bruder Aston. Nach Marleys Tod im Jahre 1981 spielten die Gebrüder Barrett unter anderem auf Justin Hinds’ Album „Travel with Love“ (1984). Am Karfreitag des Jahres 1987 wurde Carlton Barrett ermordet, als er das Tor zu seinem Haus öffnete. Ihm wurde zwei Mal in den Kopf geschossen.
Er war ein Meister des One Drop, des Schlagzeug-Stils des Reggae, bei dem die Bass-Drum statt auf die erste auf die dritte Zählzeit gespielt wird. Diesen Rhythmus hatte Barrett zwar nicht erfunden, aber zu neuer Perfektion gebracht. Er war der Erste, der mit den im Roots-Reggae später üblichen, extrem langsamen Tempi arbeitete. Üblicherweise spielte Barrett keine Fills, wie sie im Rock üblich sind, sondern stattdessen Variationen des im Grunde sehr einfachen One-Drop-Grundrhythmus. Beschränken sich diese Improvisationen in seinen frühen Aufnahmen in der Regel noch auf einen einzelnen Takt, so können sie später über zwei, vier oder noch mehr Takte reichen. Auffällig ist, dass Barrett solche Variationen nicht unbedingt am Ende, sondern auch inmitten einer Phrase spielte.
Der Rolling Stone listete Barrett 2016 auf Rang 29 der 100 größten Schlagzeuger aller Zeiten.